# هنریک بوغوسیان
هنریک آندری بوغوسیان (Հենրիք Անդրեյի Պողոսյան؛ انگلیسی: Genrikh Poghosyan زادهٔ ۱۹۳۱ - درگذشته ۲۰۰۰) یک سیاست‌مدار اهل جمهوری آرتساخ بود که بین سال‌های ۱۹۸۸ تا ۱۹۹۱ دبیر اول حزب کمونیست ابلاست خودمختار قره‌باغ بود.